# Карлтон (Миннесота)
Карлтон (англ. Carlton) — город в штате Миннесота (США). Административный центр одноимённого округа. В 2020 году в городе проживали 948 человек.
Город был основан как одно из рабочих поселений для строительства железнодорожной ветки между Дулутом и Сент-Полом и первые годы назывался Нортерн-Пасифик-Джанкшен. В 1881 году город был инкорпорирован как Карлтон в честь сенатора штата Рубена Карлтона.

Карлтон на карте округа Карлтон

## Географическое положение
Город расположен на востоке штата Миннесота. Площадь — 10,4 км², из которых 9,8 км² — суша, а 0,6 км² — вода. Находится на берегу дамбы Томсона на реке Сент-Луис. Вблизи находится парк штата Джей Кук.
В 2015 году в состав Карлтона вошёл город Томсон.

## Население
| Год переписи | Нас. |  | %±     |
| ------------ | ---- |  | ------ |
| 1880         | 168  |  | —      |
| 1890         | 612  |  | 264,3% |
| 1900         | 449  |  | −26,6% |
| 1910         | 597  |  | 33%    |
| 1920         | 700  |  | 17,3%  |
| 1930         | 687  |  | −1,9%  |
| 1940         | 700  |  | 1,9%   |
| 1950         | 652  |  | −6,9%  |
| 1960         | 862  |  | 32,2%  |
| 1970         | 884  |  | 2,6%   |
| 1980         | 862  |  | −2,5%  |
| 1990         | 923  |  | 7,1%   |
| 2000         | 810  |  | −12,2% |
| 2010         | 862  |  | 6,4%   |
| 2020         | 948  |  | 10%    |

В 2020 году в городе проживало 948 человек, насчитывалось 436 домашних хозяйств. Население Карлтона по возрастному диапазону распределилось следующим образом: 19,7 % — жители младше 18 лет, 49,8 % — от 18 до 65 лет и 30,5 % — в возрасте 65 лет и старше. Медианный возраст — 53,2 лет. Расовый состав: белые — 88,4 % и представители двух и более рас — 5,9 %. Высшее образование имели 16,6 %.
В 2020 году медианный доход на домашнее хозяйство оценивался в 49 485 $, на семью — 57 188 $. 5,0 % от всей численности населения находилось на момент переписи за чертой бедности. 66,3 % работали в частных компаниях, 3,4 % — самозанятые, 6,8 % были сотрудниками частных некоммерческих организаций, 20,4 % были государственными служащими, 3,1 % были самозанятыми в собственном незарегистрированном бизнесе или домашнем хозяйстве.